# Edgardo
Edgardo ist die italienische und spanische Form des männlichen Vornamens Edgar.

## Namensträger
- Edgardo Berdeguer (* 1954), puerto-ricanischer Bogenschütze
- Edgardo Cozarinsky (1939–2024), argentinischer Autor und Regisseur
- Edgardo Donato (1897–1963), argentinischer Musiker
- Edgardo Fariña (* 2001), panamaischer Fußballspieler
- Edgardo Franco (* 1969), panamaischer Musiker
- Alcides Edgardo Ghiggia (1926–2015), uruguayischer Fußballspieler
- Edgardo Lami Starnuti (1887–1968), italienischer Journalist und Politiker
- Edgardo Martín (1915–2004), kubanischer Komponist
- Edgardo Codesal Méndez (* 1951), mexikanischer Fußballschiedsrichter
- Edgardo Moltoni (1896–1980), italienischer Ornithologe
- Edgardo Moreira (* 1952), argentinischer Schauspieler
- Edgardo Moroni (* 1962), italienischer Jazz-Pianist
- Edgardo Mortara (1851–1940), Verschleppungsopfer des Kirchenstaates
- Edgardo Richiez (* 1982), puerto-ricanischer Straßenradrennfahrer
- Miguel Edgardo Riveros (* 1976), chilenischer Comiczeichner
- Edgardo Simón (* 1974), argentinischer Radrennfahrer
- Edgardo Gabriel Storni (1936–2012), Erzbischof in Argentinien